# Another Country (obra de teatro)
Another Country (Otro país) es una obra de teatro escrita por el dramaturgo inglés Julian Mitchell. Se estrenó el 5 de noviembre de 1981 en el Greenwich Theatre de Londres. La obra ganó el título de la mejor obra del año de la sociedad West End Theatre Awards de 1982.

## Sinopsis de la trama
Another Country está inspirada en la vida del espía británico que trabajó para los soviéticos, Guy Burgess, rebautizado como "Guy Bennett" en la obra. Examina el efecto en su vida de ser gay y de haberse expuesto al marxismo, y la hipocresía y el esnobismo de la universidad pública inglesa a la que asistió. El escenario, precisamente, es una universidad pública de la década de 1930, donde los alumnos Guy Bennett y Tommy Judd se hacen amigos, porque ambos son forasteros. Bennett es abiertamente gay, mientras que Judd es marxista.
La obra comienza con el descubrimiento de que un alumno, llamado Martineau se ha ahorcado, después de ser atrapado por un maestro teniendo relaciones sexuales con otro chico. 
El primer acto continua con la reacción a su muerte de algunos de estudiantes, mientras los muchachos mayores intentan mantener el escándalo alejado, tanto de los padres como del mundo exterior. Barclay, el jefe de la casa estudiantil de Gascoigne, está al borde de un ataque de nervios, culpándose a sí mismo por la desesperación del chico. Bennett, el único miembro abiertamente gay de la escuela, quien finge despreocuparse, pero está profundamente acongojado por el suicidio. Su mejor amigo, Judd, el único marxista de la escuela, cree que la muerte del chico es un síntoma del régimen opresivo de la escuela. A la luz del escándalo, los padres del aristocrático Devenish amenazan con sacarlo de la escuela, Fowler (un prefecto) intenta reprimir la "perversión" percibida en su casa estudiantil, y perseguir a Bennett en particular. Los otros estudiantes, inicialmente, defienden el comportamiento provocativo e incendiario de Bennett, en parte debido a la capacidad de Bennett de chantajearlos por el conocimiento que él tiene de sus propias citas sexuales. Mientras tanto, aunque Judd se muestra reacio a convertirse él mismo en miembro del exclusivo club estudiantil "Veintidós", ya que considera que esto respaldaría el sistema de opresión de la escuela, al final está de acuerdo en ingresar, después de mucha presión de sus compañeros Menzies y Bennett, y con la esperanza de evitar que el odiado Fowler se convierta en jefe de la casa de estudiantes, a raíz del escándalo de Martineau. Sin embargo, el sacrificio moral de Judd es en vano. 
En el segundo acto, Fowler intercepta una carta de Bennett a su amante Harcourt, y los partidarios de Bennett se evaporan. Bennett es golpeado, Judd es humillado, y es Devenish, quien finalmente es invitado a unirse a la exclusiva sociedad "Veintidós" de la escuela (nombre que hace referencia a "Pop" una sociedad de élite del más alto estatus en el actual Eton College), en lugar de apadrinar el ingreso de Bennett, rompiendo así el sueño de infancia de Bennett.
En la escena de cierre de la obra, Bennett y Judd reconocen que el control ilusorio de la escuela sobre ellos se ha roto, y que el sistema de clases británico depende en gran medida de las apariencias externas. Ambos ahoran contemplan la vida con nuevos ojos, inspirados en el ejemplo del rebelde tío de Devenish, Vaughan Cunningham, quien, en una trama secundaria, visita la escuela. Bennett toma una copia de El Capital de Judd y reflexiona: "¿No sería maravilloso si todo esto fuera cierto?".

## Producciones

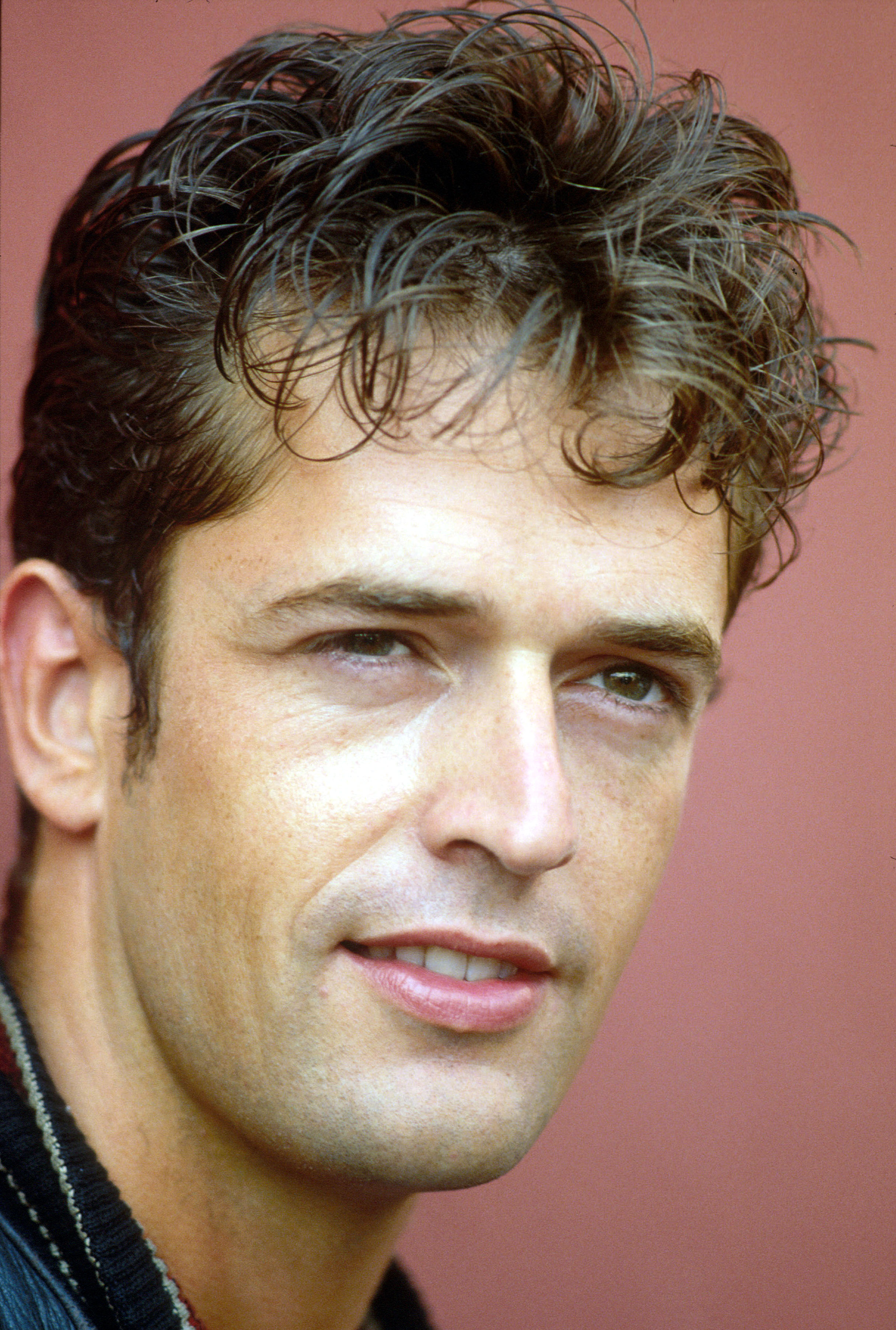
El actor británico Rupert Everett quien interpretó el papel del estudiante gay, Guy Bennett

La producción original de 1981 del Teatro Greenwich presentó a Rupert Everett como Bennett. Tras ser transferido al Queen's Theatre en el West End en marzo de 1982, la producción inicialmente también contó con Kenneth Branagh como Judd. Daniel Day-Lewis asumió el papel de Bennett a fines de 1982.
La obra ha desarrollado una fuerte conexión con el grupo teatral Oxford Playhouse, que la reestrenó en 2000, en una nueva producción dirigida por Stephen Henry, luego transferida al Arts Theatre de Westminster, desde septiembre de 2000 hasta enero de 2001. Fue repuesta nuevamente en el Oxford Playhouse en febrero de 2013, por la compañía estudiantil Screw the Looking Glass, respaldada por OUDS (la sociedad dramática de la Universidad de Oxford).
En septiembre de 2013, una coproducción del Theatre Royal de Bath y el Chichester Festival Theatre, dirigida por Jeremy Herrin, se transfirió a los Trafalgar Studios de Londres, en 2014. Esa producción contó con Rob Callender y Will Attenborough como Bennett y Judd, respectivamente.

## Adaptaciones
En 1984, la obra se adaptó al cine, en una película dirigida por Marek Kanievska y protagonizada por Rupert Everett como Guy Bennett y Colin Firth como Tommy Judd. La película también estuvo protagonizada por Michael Jenn (Barclay), Robert Addie (Delahay), Rupert Wainwright (Donald Devenish), Tristan Oliver (Fowler), Cary Elwes (James Harcourt), Piers Flint-Shipman (Menzies) y Anna Massey (Imogen Bennett).

La obra fue adaptada para la radio y transmitida por BBC Radio 4 Extra, el 26 de mayo de 2013 como parte de la temporada Cambridge Spies de BBC Radio 4 Extra, protagonizada por Tom Hiddleston como "Tommy Judd".